# Whitesands
Le whitesands (ou napuanmen ou whitsands) est une langue océanienne parlée au Vanuatu par 7 500 locuteurs sur la côte est de Tanna. Ses dialectes sont le Weasisi (Wassisi) et le Lometimeti.